# Запольє (Борське сільське поселення)
Запольє (рос. Заполье) — присілок Бокситогорського району Ленінградської області Росії. Входить до складу Борського сільського поселення.
Населення — 12 осіб (2012 рік).